# Liste der Monuments historiques in Barbaise
Die Liste der Monuments historiques in Barbaise führt die Monuments historiques in der französischen Gemeinde Barbaise auf.

## Liste der Objekte
| Bezeichnung                   | Beschreibung                                         | Standort                      | Kennzeichnung | Schutzstatus | Datum | Bild |
| ----------------------------- | ---------------------------------------------------- | ----------------------------- | ------------- | ------------ | ----- | ---- |
| Kruzifix                      | Holz, zweite Hälfte des 16. Jahrhunderts             | in der Kirche Ste-Anne (Lage) | PM08000049    | Classé       | 1923  |      |
| Skulptur Unterweisung Mariens | Stein, 15. Jahrhundert                               | in der Kirche Ste-Anne (Lage) | PM08000048    | Classé       | 1923  |      |
| Zelebrantenstuhl              | Holz, Anfang des 17. Jahrhunderts; 1940 verschwunden | in der Kirche Ste-Anne (Lage) | PM08000050    | Classé       | 1933  |      |